# 元泰安
元泰安（？—？），名定，字泰安，一作太安，以字行，河南郡洛阳县（今河南省洛阳市东）人，追尊魏景穆帝拓跋晃之孙，使持节、侍中、征南大将军、都督五州诸军事、青雍二州刺史、京兆康王拓跋子推第四子，北魏宗室、官员。

## 生平
河间王拓跋若去世后，魏献文帝拓跋弘于太和五年（481年）诏令以元泰安为拓跋若的后裔承袭河间王，元泰安是拓跋若的堂弟，不是做后嗣的道理。太和二十一年（497年）前后，元泰安被废，魏孝文帝元宏以拓跋若哥哥齐郡顺王元简的儿子元琛继为拓跋若的后嗣。元泰安后官至广平郡内史，景明元年岁次庚辰十一月丁酉朔十九日乙卯（500年12月25日），元泰安与自己的长子元荣宗同日下葬。北京大学历史系教授罗新和叶炜指出元泰安和元荣宗是同日下葬，墓志格式字体又完全一致，必出于同一人之手。元荣宗死后全无名位，很可能父子两人同死同葬且并非善终，元荣宗墓志称“暴夭”，似乎暗示其并非自然死亡。

## 家庭

### 兄弟
- 元太兴，北魏夏州刺史、卫尉卿、西河康王
- 元遥，北魏征北大将军、中护军、右光禄大夫、饶阳宣公
- 元恒芝，北魏仪同三司、宣穆公
- 元坦，北魏步兵校尉、城门校尉

### 儿子
- 元荣宗[2]
- 元灵曜，北魏骁骑将军、殿中郎中[5]
- 元斌，北魏襄威将军、大宗正丞[6]